# موش جنگلی آنتونی
موش جنگلی آنتونی با نام علمی Neotoma anthonyi گونه‌ای جوندهٔ انقراض‌یافته از خانوادهٔ موش‌های کپه‌ساز بود. این پستاندار تنها در ایسلا تودوس سانتوس در باخا کالیفرنیا نورتهٔ مکزیک یافت می‌شد و گمان می‌رود شکار آنها توسط گربه‌های وحشی عامل انقراض این موش بوده است.